# Butt Bridge
Die Butt Bridge,  irisch Droichead na Comhdhála ist eine Straßenbrücke über den Fluss Liffey in Dublin, Irland, die nach dem  irischer Rechtsanwalt, Wirtschaftswissenschaftler und Politiker Isaac Butt benannt ist.

## Geschichte
Die heutige Brücke ersetzte eine in den 1879 fertiggestellte Drehbrücke über den Liffey. Sie wurde 1888 außer Betrieb genommen, da die Schifffahrt wegen der geringen lichten Höhe der 1891 fertiggestellten Loopline Bridge ohnehin nicht mehr in die Stadt möglich war. Die eingeschränkte Straßenbreite und die großen Steigungen der Auffahrten machten einen Ersatz der Brücke erforderlich. Die neue Brücke, die 1932 an der gleichen Stelle wie die ursprüngliche Butt Bridge gebaut wurde, wurde von Joseph Mallagh, Chefingenieur der Hafenbehörde entworfen. Der Bau wurde durch Gray’s Ferro Concrete (Ireland) Ltd. ausgeführt.
Die Brücke erhielt ihren Namen nach Isaac Butt, dem langjährigen Vorsitzenden der irischen Home Rule League, und behielt diesen Namen auch nach dem Neubau bei. Der irischsprachige Name wurde aber nach dem Neubau in Droichead na Comhdhála („Brücke des Kongresses“) geändert anlässlich des 31. Eucharistischen Weltkongresses, der 1932 in Dublin stattfand.

## Bauwerk
Die Brücke hat eine mittlere Öffnung mit einer Spannweite von 34 m und zwei seitliche Öffnungen von 12,2 m Spannweite. Die mittlere Öffnung wurde gleich gewählt wie bei der unmittelbar flussabwärts liegenden Loopline Bridge, sodass eine durchlaufende Schifffahrtsrinne entstand. Die 20 m breite Brücke trägt eine 12 m breite Fahrbahn und zwei 3 m breite Bürgersteige. Das mittlere Brückenfeld besteht aus zwei Kragträgern, die in der Mitte der Öffnung miteinander verbunden sind.